# Lieutenant de vaisseau
Lieutenant de vaisseau est un grade de certaines marines militaires.

## Marine royale belge
Dans la composante marine des Forces armées belges, le grade de lieutenant de vaisseau (nl : luitenant ter zee) est le troisième grade d'officier. Le grade connaît deux classes : lieutenant de vaisseau (nl : luitenant ter zee) et lieutenant de vaisseau de première classe (nl : luitenant ter zee eerste classe). Il est supérieur au grade d'enseigne de vaisseau et inférieur au grade de capitaine de corvette.
Son insigne, sur la manche et sur l'épaule, est composé de deux galons et demi pour le 1re classe et de deux galons pour le lieutenant.
Son équivalent dans les autres composantes est : capitaine et capitaine-commandant
| Lieutenant de Vaisseau ( ~=~ Capitaine) | Lieutenant de Vaisseau ( ~=~ Capitaine) | Lieutenant de Vaisseau ( ~=~ Capitaine) | Lieutenant de Vaisseau ( ~=~ Capitaine) | Lieutenant de Vaisseau ( ~=~ Capitaine) |  | Lieutenant de Vaisseau 1re cl. ( ~=~ Capitaine-Commandant) | Lieutenant de Vaisseau 1re cl. ( ~=~ Capitaine-Commandant) | Lieutenant de Vaisseau 1re cl. ( ~=~ Capitaine-Commandant) | Lieutenant de Vaisseau 1re cl. ( ~=~ Capitaine-Commandant) | Lieutenant de Vaisseau 1re cl. ( ~=~ Capitaine-Commandant) |
| --------------------------------------- | --------------------------------------- | --------------------------------------- | --------------------------------------- | --------------------------------------- |  | ---------------------------------------------------------- | ---------------------------------------------------------- | ---------------------------------------------------------- | ---------------------------------------------------------- | ---------------------------------------------------------- |
|                                         |                                         |                                         |                                         |                                         |  |                                                            |                                                            |                                                            |                                                            |                                                            |
| Marine                                  |                                         | Terre                                   | Air                                     | Médicale                                |  | Marine                                                     |                                                            | Terre                                                      | Air                                                        | Médicale                                                   |

On s'adresse au lieutenant de vaisseau 1re cl. et au capitaine-commandant en disant « commandant ».
On s'adresse au lieutenant de vaisseau et au capitaine en disant « capitaine ».

## Marine Royale canadienne

Insignes de lieutenant
« Lieutenant ».

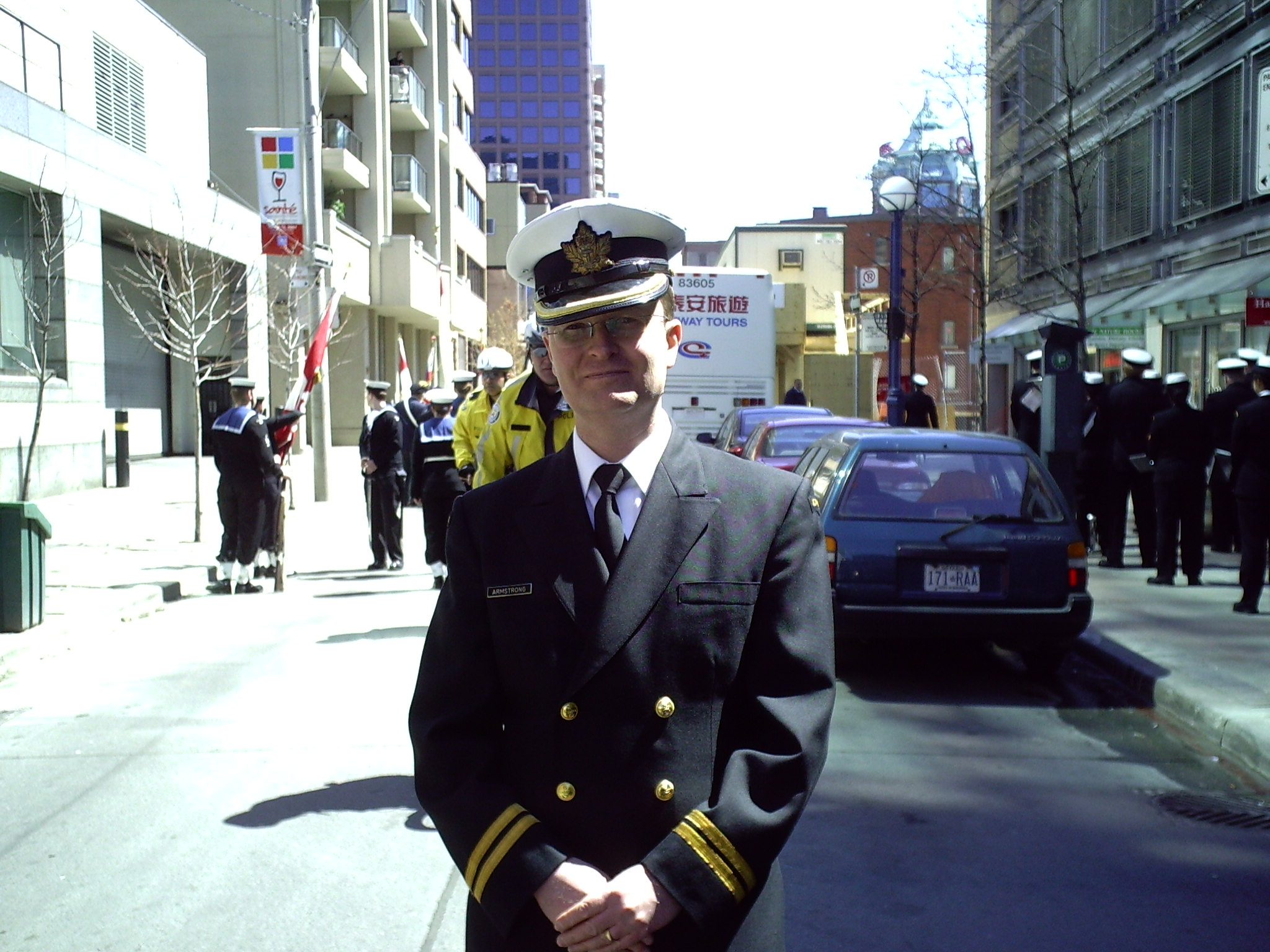
Un lieutenant de vaisseau de la Marine royale canadienne.

Dans la Marine royale canadienne des Forces canadiennes, le grade de lieutenant de vaisseau (en anglais : Lieutenant) existe depuis 1996 pour le Cadre des Instructeurs de Cadets et pour toute la Marine depuis 1998. Anciennement, le nom du grade était « lieutenant de marine ». L'abréviation du grade est « Ltv » et on s'adresse à lui en disant « lieutenant ». Ce grade correspond à celui de capitaine dans l'Armée canadienne et l'Aviation royale canadienne.
| Précédé par Enseigne de vaisseau de première classe | Lieutenant de vaisseau | Suivi par Capitaine de corvette |

## Marine nationale française
Dans la Marine nationale française, le grade de lieutenant de vaisseau correspond à celui de capitaine dans l'Armée de terre, l'Armée de l'air et la Gendarmerie nationale. C'est le troisième et dernier grade d'officier subalterne du corps des officiers. Le lieutenant de vaisseau (en abrégé « LV ») porte trois galons dorés. On s'adresse à lui en l'appelant « capitaine ». Il peut commander un petit bâtiment (dans ce cas on l'appelle « commandant »), être chef de service sur un bâtiment plus important ou dans une unité à terre. S'il commande en second une unité navigante ou à terre, il est « officier en second », car l'appellation « commandant en second » est réservée aux officiers supérieurs.

### Insignes du grade

Lieutenant de vaisseau « Capitaine »

La promotion au grade de lieutenant de vaisseau a lieu automatiquement au bout de quatre ans dans le grade d'enseigne de vaisseau de 1re classe.
Dans l'argot de la marine, on appelle loufiat un lieutenant de vaisseau, ce qui vient des favoris qui se portaient à la belle époque chez les garçons de café.

### Place dans la hiérarchie
| France                                         | Grades de la Marine nationale |                                 |
| Précédé par Enseigne de vaisseau de 1re classe | Lieutenant de vaisseau        | Suivi par capitaine de corvette |

## Marines non francophones

### États-Unis

Insigne de Lieutenant dans l'US Navy
(Lieutenant de vaisseau)

Aux États-Unis, dans l'United States Navy et dans le United States Coast Guard, le Lieutenant est l'équivalent du Lieutenant de vaisseau.
Insignes : deux galons normaux sur les manches et les épaulettes, deux galons d'argent sur le col
- Rang supérieur: Lieutenant Commander
- Grade : Lieutenant
- Rang inférieur: Lieutenant Junior Grade

On peut noter que cette appellation de Lieutenant porte souvent à confusion dans les milieux non informés. Comme on le remarque, le nom des grades inférieur (Lieutenant Junior Grade) et supérieur (Lieutenant commander) comporte aussi le mot Lieutenant.
Il correspondant à celui de Capitaine pour les forces terrestres comme l'US Army, l'US Marine Corps ou l'US Air Force.

### Autres marines
Dans les marines argentine et espagnole, le grade de tenente de navío est le troisième grade d'officier. Dans la Marine italienne, les grades de sottotenente di vascello, tenente di vascello et primo tenente di vascello forment les trois premiers grades d'officier. Dans la Marine allemande, le terme Kapitänleutnant est l'équivalent du « lieutenant de vaisseau ».